# 中川久教
中川 久教（なかがわ ひさのり）は、豊後国岡藩の第11代藩主。井伊直弼の兄にあたる。

## 生涯
寛政12年（1800年）7月1日、近江彦根藩主・井伊直中の7男として生まれる。文化12年（1815年）1月29日、岡藩第10代藩主・中川久貴と正室・満の娘・絢の婿養子となる。同年6月1日、養父久貴の隠居で家督を継いだ。同年9月5日、将軍徳川家斉に拝謁した。同年12月16日には従五位下、修理大夫に叙任する。文化13年4月21日、初めてお国入りする許可を得る。
文化14年（1817年）から幕命による手伝い普請をはじめ、文政6年（1823年）の大旱魃などにより藩財政が困窮した。このため、文政7年（1824年）から倹約令を出して財政再建に努めるが、文政11年（1828年）、天保3年（1832年）、天保6年（1835年）、天保7年（1836年）なども旱魃や風雨による被害に悩まされ、財政は悪化の一途をたどっている。
天保11年（1840年）9月28日に死去した。享年41。跡を婿養子の久昭が継いだ。

## 系譜
- 父：井伊直中（1766年 - 1831年）
- 母：関口氏
- 養父：中川久貴（1787年 - 1824年）
- 正室：育、絢 - 中川久貴の娘
- 養子
  - 男子：中川久昭（1820年 - 1889年） - 藤堂高兌の次男
  - 女子：岡部長和正室 - 中川久貴の娘
  - 女子：栄子 - 中川久昭正室、加藤泰済の娘